# Elsa Trioletová
Elsa Trioletová, rozená Elza Jurjevna Kagan (rusky Эльза Юрьевна Каган), pseudonym Laurent Daniel (12. září 1896, Moskva, Rusko – 16. června 1970, Saint-Arnoult-en-Yvelines, Francie) byla francouzská spisovatelka a překladatelka ruského původu.
V roce 1918 se provdala za francouzského důstojníka A. Trioleta a odjela s ním do Francie. Od roku 1922 se věnovala literatuře. V roce 1929 se provdala za Louise Aragona.

## Dílo
- Seznam děl v Souborném katalogu ČR, jejichž autorem nebo tématem je Elsa Trioletová

Velká část jejího díla se zabývá aktuálními problémy, jako bylo zklamání z poválečného vývoje, strach z atomové války atp.
- Dobrý večer, Terezo (1938)
- Bílý kůň (1943)
- Inspektor zřícenin (1948)
- Kamufláž
- Lesní jahoda
- Milenci z Avignonu (1943)
- Na Tahiti
- Nikdo mě nemá rád (1946)
- Pomník (1957)
- Nylonový věk – trilogie
  - Růže na úvěr (1958)
  - Lunapark (1960)
  - Duše (1963)
- Velké nikdy (1965)
- Slavík zmlkne za úsvitu (1970)
- Zoo neboli třetí Heloisa, listy nepojednávající o lásce